# Hippolyte Ballüe
Pour les articles homonymes, voir Ballue.
Omer Hippolyte Ballüe (Paris, 30 mai 1817, - Paris 20e, 18 octobre 1867) est un peintre paysagiste français.

## Sa vie
Né à Paris, il est disciple de Diaz. Il expose au Salon de 1842 à 1851.

## Son œuvre
Il peint dans des tonalités éclatantes des paysages de Paris, d'Algérie et de la Sicile. Il dessine aussi des costumes de théâtre (notamment pour Paul Legrand).
Il utilise la peinture à l'huile mais aussi les pastels et l'aquarelle.